# Universitatea din Pitești

Siglă veche

Universitatea din Pitești a fost singura instituție de învățământ superior de stat din Pitești, fondată în anul 1962.
La înființarea sa, universitatea se numea Institutul Pedagogic Pitești, iar din 1969 i se alătură Institutul de Subingineri, astfel între 1974 - 1991 institutul a fost în subordinea Institutului Politehnic București. În urma acestei fuziuni, în 1974, a luat ființă Institutul de învățământ superior, iar din 1991 prin ordinul Ministerul Educației, Cercetării și Tineretului a devenit Universitatea din Pitești. În anul 2023, a fuzionat cu Universitatea Politehnică din București, încetându-și activitatea.

## Lista facultăților
- Facultatea de Științe, Educație Fizică și Informatică
- Facultatea de Mecanică și Tehnologie
- Facultatea de Electronică, Comunicații și Calculatoare
- Facultatea de Științe Economice și Drept
- Facultatea de Științe ale Educației, Științe Sociale și Psihologie
- Facultatea de Teologie, Litere, Istorie, Arte